# Haraucourt-sur-Seille
Haraucourt-sur-Seille är en kommun i departementet Moselle i regionen Grand Est (tidigare regionen Lorraine) i nordöstra Frankrike. Kommunen ligger i kantonen Château-Salins som tillhör arrondissementet Château-Salins. År 2022 hade Haraucourt-sur-Seille 109 invånare.

## Befolkningsutveckling
Antalet invånare i kommunen Haraucourt-sur-Seille
| Referens: INSEE |